# Eaton Corner
 (décembre 2023).
Si vous disposez d'ouvrages ou d'articles de référence ou si vous connaissez des sites web de qualité traitant du thème abordé ici, merci de compléter l'article en donnant les références utiles à sa vérifiabilité et en les liant à la section « Notes et références ».
Eaton Corner est un hameau au Québec situé dans la MRC du Haut-Saint-François en Estrie. Il fait partie de la ville de Cookshire-Eaton situé à la jonction de la route 253, qui mène à la frontière du Vermont, et la route route 210.

## Situation
Le village est situé à la jonction de la route 253, au nord de Sawyerville (Québec) et la route route 210 qui rejoint la route Route 108 (Québec) vers Lennoxville. Il est également à l'ouest de la Rivière Eaton.

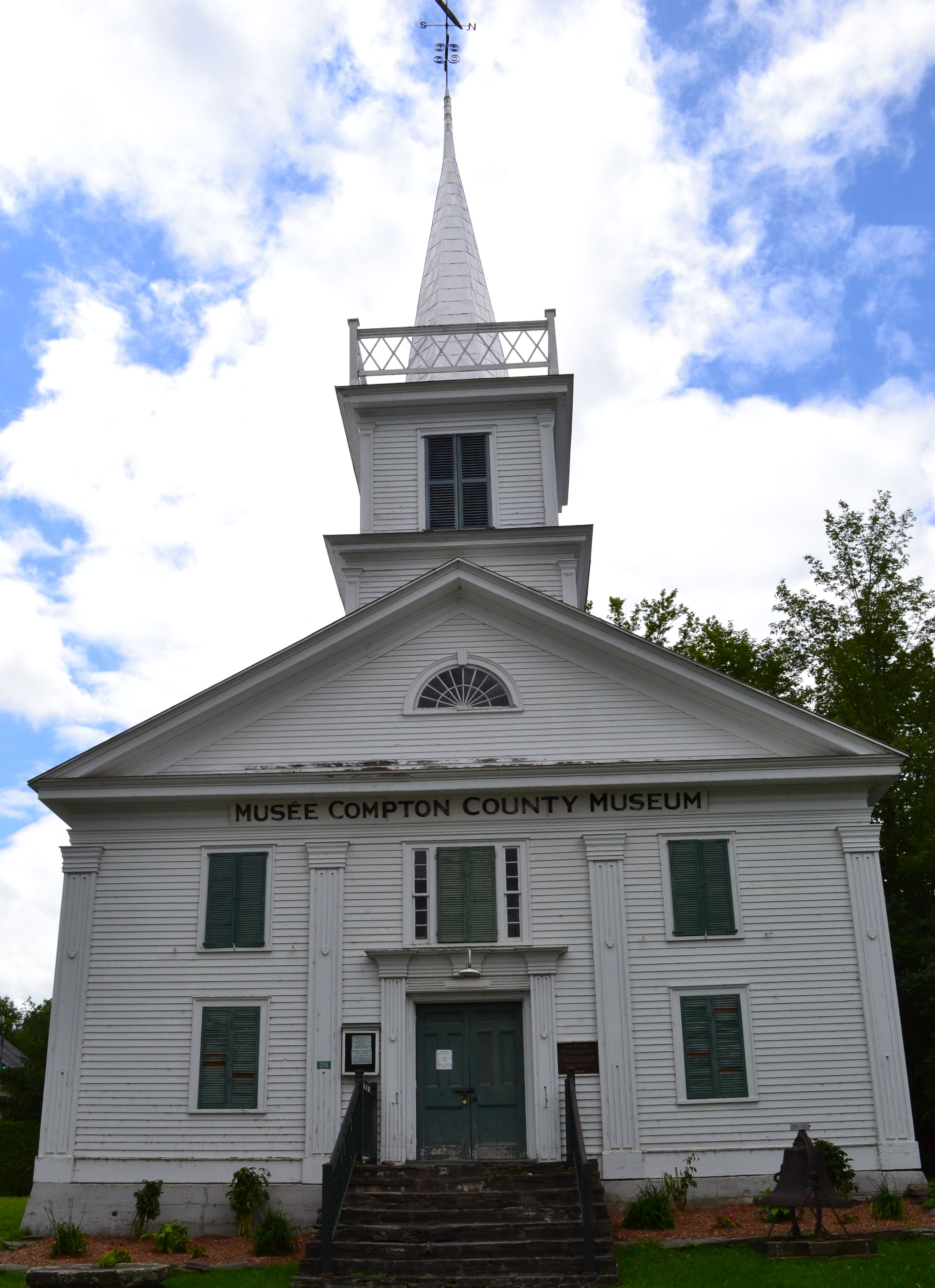
Église congrégationaliste construite en 1840 et 1841 à Eaton Corner.
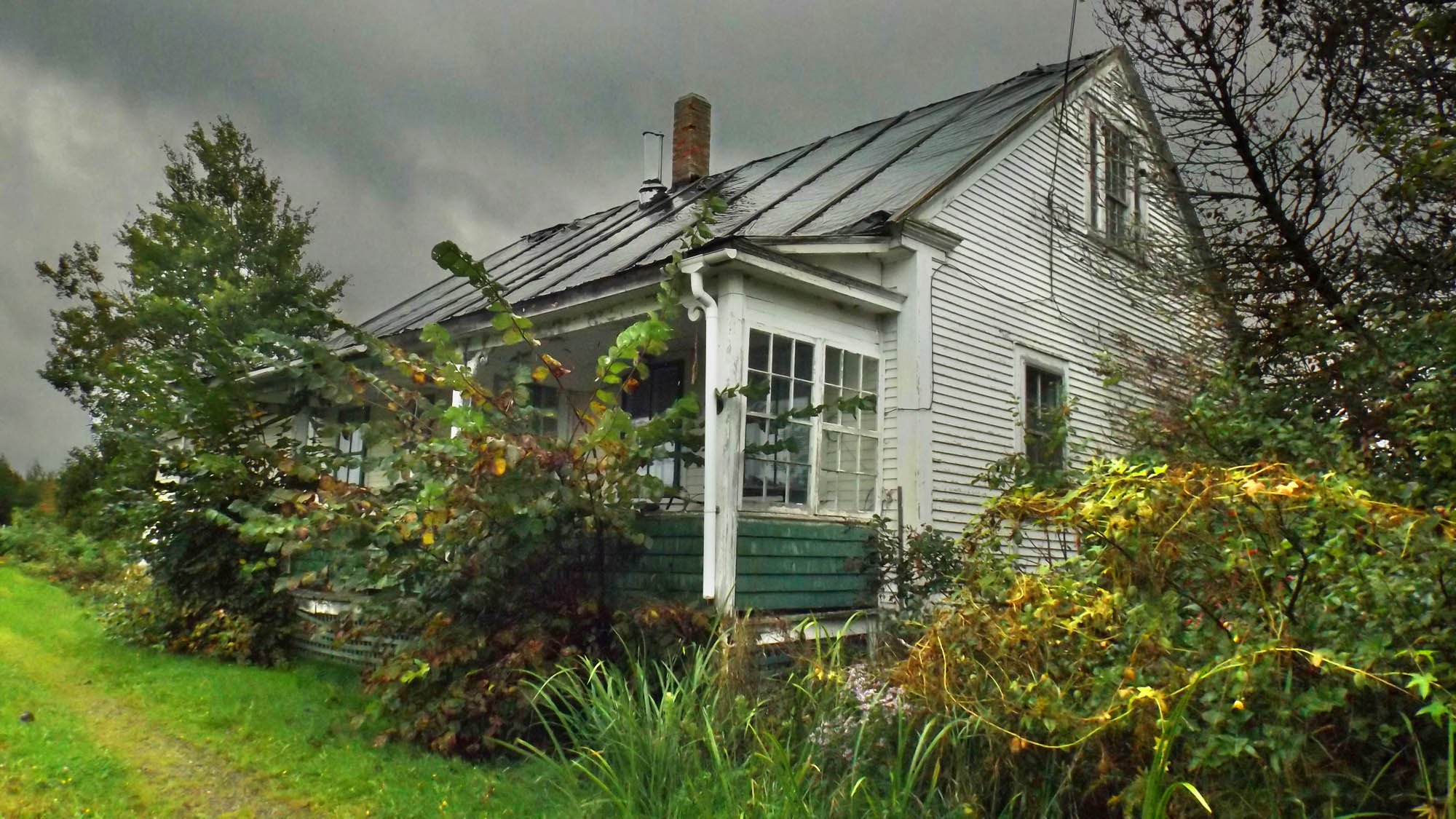
Maison ancienne à Eaton Corner.

Une église de confession congrégationaliste est situé au centre du village et une école anglaise multiconfessionnelle démontre les différences entre les villages loyalistes ou plusieurs communautés de confession différentes, (luthérienne, calviniste, baptiste, méthodiste…) vivent dans la même communauté,.

### Historique de l'église
L'église d'Eaton Corner est le lieu culte de tradition congrégationaliste. Construit en 1840 et 1841, L'édifice constitue l'un des exemples québécois les plus représentatifs de l'influence des « meetings houses » étasuniennes. L'église d'Eaton, construite pour une communauté d'origine étasunienne, en est une illustration par sa structure en bois, son volume imposant et son organisation générale. La mission congrégationaliste du canton d'Eaton débute vers 1812 et se consolide autour de 1835. Le révérend Edwin Jenner Sherrill (1806-1877), d'origine étasunienne, devient le premier pasteur permanent en 1838. Il permet notamment la construction de l'église actuelle. L'église d'Eaton Corner rappelle les débuts de la communauté congrégationaliste dans les Cantons de l'Est et constitue l'un des plus anciens lieux de culte érigés pour celle-ci subsistant au Québec.

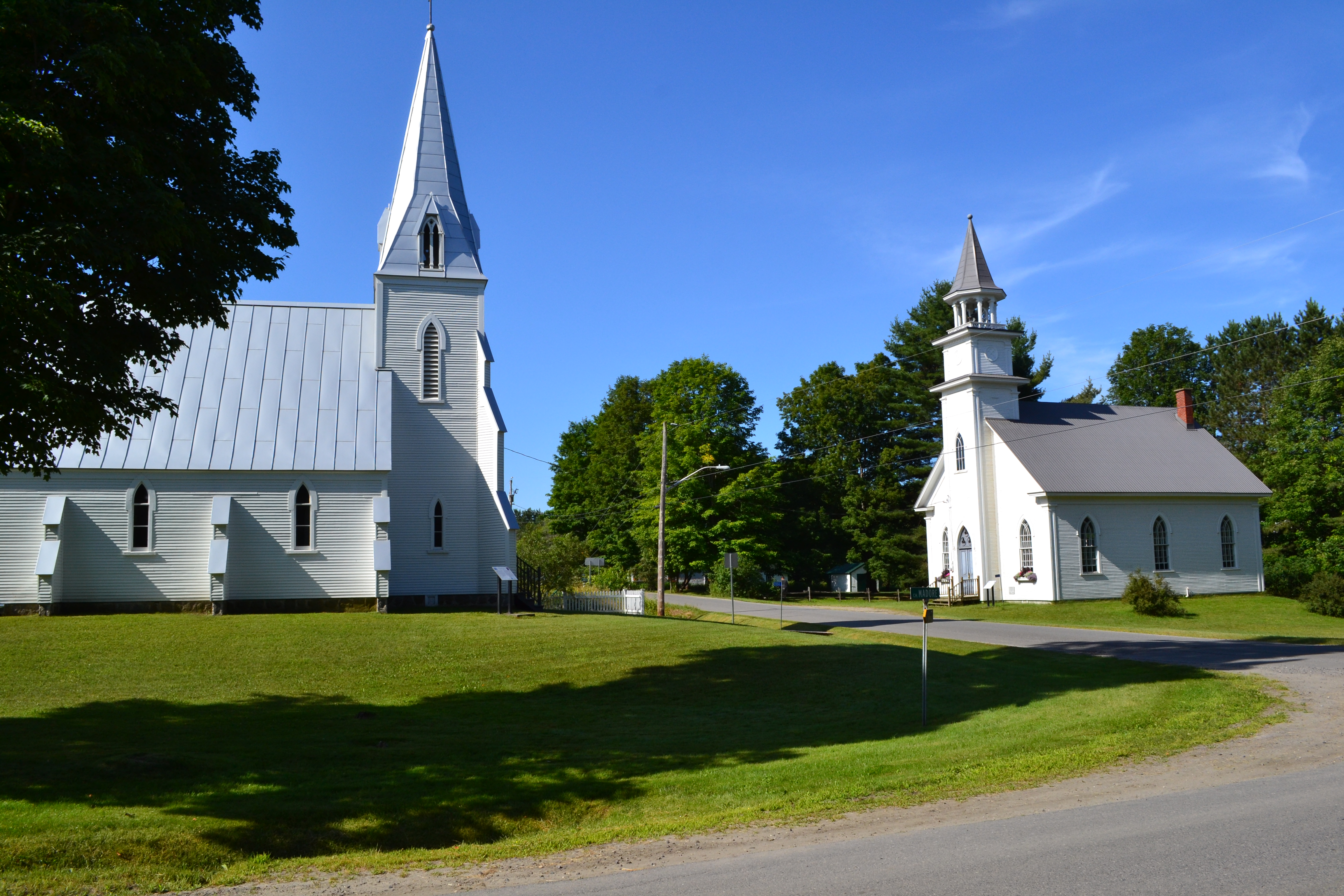
Hameau de Way's Mills

Il existe encore au Québec des villages ou plusieurs églises se partageaient les pratiquants; un des meilleurs exemple est Kinnear's Mills qui possédaient 4 églises de confession différentes pour les villageois. Un autre site religieux, situé dans le hameau de Way’s Mills, représente deux églises qui se font face. Construites toutes les deux dans les années 1880, elles sont bien préservées.

## Paroisses canadiennes-Francaises
Cette situation est différente des paroisses canadiennes-Françaises catholiques dont le développement avaient été développé sur le modèle  du Régime seigneurial de la Nouvelle-France.